# Hönsäter
Hönsäter är en herrgård i Österplana socken i Götene kommun. Godset ligger på Kinnekulles norra sluttning, inte långt från Vänern och Hällekis. 
Hönsäter och andra gårdar i Öster- och Västerplana socknar köptes 1305 av hertig Erik Magnusson av Södermanland (död 1318). Det ägdes sedan av medlemmar av släkterna Grubendal (till 1472) och Stake (till 1795). Den mest berömde av Hönsäters ägare var Harald Stake, en orädd krigare som föddes år 1598 och bland annat deltog i 30-åriga kriget. Han lät 1667 påbörja en ny huvudbyggnad av sten i två våningar, vilken till största delen fortfarande är bevarad, om än ombyggd 1807.
Slottsbyggnaden förevisas i Sueciaverket med sammanbyggda flyglar i en enkel arkitektur med våningsband och höga valmade tak. Det sägs att byggherren skall ha byggt huset endast med hjälp av några murmästare. Kanske bättrade Dahlberg på husets utseende i sitt propagandaverk. Hönsäter köptes 1796 av hovjunkaren Bengt von Hofsten och kom genom dennes dotters giftermål till släkten Hamilton. Greve Gotthard Hamilton sålde 1873 Hönsäter till Hellekis AB, varefter Skånska cement 1913 blev ägare till godset. Slottet är numer i privat ägo.